# Nitrianske Sučany
Nitrianske Sučany (in tedesco Sutschan, in ungherese Nyitraszucsány) è un comune della Slovacchia facente parte del distretto di Prievidza, nella regione di Trenčín.
Fu menzionato per la prima volta in un documento storico nel 1249 come feudo della rocca di Nitra e poi possedimento ecclesiastico del monastero di Zobor. Nel XVI secolo passò al castello di Skačany, per poi passare al vescovato di Nitra.